# Résolution 1166 du Conseil de sécurité des Nations unies
Membres permanents
- Chine
- États-Unis
- France
- Royaume-Uni
- Russie

Membres non permanents
- Bahrain
- Brésil
- Costa Rica
- Gabon
- Gambie
- Japon
- Kenya
- Portugal
- Slovénie
- Suède

Résolution no 1165 Résolution no 1167
La résolution 1166 du Conseil de sécurité des Nations unies, adoptée à l'unanimité le 13 mai 1998, après avoir rappelé la résolution 827 (1993), a établi une troisième chambre de première instance au sein du Tribunal pénal international pour l'ex-Yougoslavie (TPIY). 
Le Conseil de sécurité réaffirme sa conviction profonde que la poursuite des responsables de violations du droit international humanitaire et du droit de la guerre dans l’ex-Yougoslavie contribuerait au maintien de la paix dans la région. Elle a également reconnu la nécessité d’augmenter le nombre de juges de première instance et de chambres au TPIY afin de juger le grand nombre de personnes en attente de jugement[réf. nécessaire].
Agissant en vertu du chapitre VII de la Charte des Nations unies, le Conseil a établi une troisième chambre de première instance au sein du TPIY et a décidé que trois juges supplémentaires seraient élus dès que possible pour siéger dans cette nouvelle chambre. Une liste de nominations composée de six à neuf juges serait établie. Enfin, le secrétaire général Kofi Annan a été prié de prendre des dispositions pour améliorer le fonctionnement efficace du TPIY.